# Шилингарюд
Шилингарюд (на шведски: Skillingaryd) е град в южна Швеция, лен Йоншьопинг. Заедно с град Вагерюд е главен административен център на едноименната община Вагерюд. Разположен е около река Лаган на 65 km от южния бряг на езерото Ветерн. Намира се на около 310 km на югозапад от столицата Стокхолм и на 65 km на юг от Йоншьопинг. Има жп гара. Населението на града е 3889 жители според данни от преброяването през 2010 г.